# Хансен, Стайнар
Ста́йнар Ха́нсен (фар. Steinar Hansen; род. 12 ноября 1971 года в Тофтире, Фарерские острова) — бывший фарерский футболист, нападающий, выступавший за клуб «Б68».

## Биография
Воспитанник тофтирского футбола. 23 сентября 1989 года в матче первого дивизиона против клуба «СИ» Стайнар результативно дебютировал за дублирующий состав «Б68». Свой первый матч за основную команду тофтирцев он сыграл только через 2 сезона: это была встреча высшего фарерского дивизиона с «Сумбой», состоявшаяся 26 мая 1991 года. Всего в своём дебютном сезоне Стайнар принял участие в 7 матчах первенства архипелага. В сезоне-1992 он провёл всего 1 игру в высшей лиге, а его клуб стал чемпионом Фарерских островов. Следующие 3 сезона Стайнар не выходил на поле в составе первой команды тофтирцев и выступал за «Б68 II». В этот период он также был помощником главного арбитра от клуба «Б68» и в сумме помог отсудить 4 футбольных матча.
В 1995 году нападающий снова сыграл за «Б68» в высшей лиге. Параллельно он продолжал играть за дублирующий состав и помог ему выиграть второй дивизион, забив 8 голов в 14 встречах сезона-1995. 22 июня 1997 года в матче против «ГИ» Стайнар забил свой единственный мяч за «Б68» в высшем фарерском дивизионе. В 1999 году он сыграл свою последнюю игру за тофтирцев и принял решение завершить свои выступления в конце сезона. После окончания карьеры футболиста Стайнар занялся магазинным бизнесом в партнёрстве с Якупом о Дулем.

## Достижения
«Б68»
- Чемпион Фарерских островов (1): 1992

 «Б68 II»
- Победитель второго дивизиона (1): 1995